# Roc d'en Moreu
El Roc d'en Moreu  és una muntanya de 333 metres que es troba al municipi de Darnius, a la comarca catalana de l'Alt Empordà.